# Kaliputih (Selomerto)
Kaliputih is een bestuurslaag in het regentschap Wonosobo van de provincie Midden-Java, Indonesië. Kaliputih telt 1199 inwoners (volkstelling 2010).